# Camille Gottliebová
Camille Marie Kelly Gottliebová (* 15. července 1998, Monte Carlo) je aktivistka proti řízení pod vlivem alkoholu, influencerka a příbuzná monacké knížecí rodiny. Je dcerou princezny Stéphanie Monacké a vnučkou Grace Kellyové.

## Biografie
Gottliebová se narodila v roce 1998 v Monte Carlo v Monaku. Jejími rodiči jsou princezna Stéphanie Monacké a Jean Raymond Gottlieb, kteří se seznámili, když její otec pracoval jako bodyguard její matky. Protože se její rodiče nevzali, není v linii následnictví monackého trůnu. Vystudovala literaturu na Univerzitě v Nice.
Od promoce spolupracuje s řadou charitativních organizací. Založila také organizaci Be Safe Monaco, která bojuje proti řízení pod vlivem alkoholu. Tuto charitativní organizaci založila poté, co její přítel zemřel při jízdě na skútru, protože předtím požil alkohol nad bezpečnou míru. Je to teetotalistka. Její aktivismus se vztahuje i na práva zvířat.
Časopisy jako Harper's Bazaar a Tatler srovnávaly ji a její babičku, herečku Grace Kellyovou, protože jsou si podobné. The New York Post ji díky její přítomnosti na sociálních sítích označil za módní influencerku.